# Kraftwerk Longview
Das Kraftwerk Longview ist ein Kohlekraftwerk in der Nähe von Maidsville im US-Bundesstaat West Virginia mit einer installierten Leistung von 700 MW (netto) bzw. 769 MW (brutto).
Das 2007 bis 2011 von Siemens Power Generation und Aker Kværner erbaute Kraftwerk war der erste Neubau eines Kohlekraftwerk im Nordosten der USA seit 20 Jahren. Es war außerdem das erste überkritische, kohlenstaubbefeuerte Kraftwerk mit FW-BENSON-Kessel. Die Schwefeldioxid-Emissionen werden per Rauchgaswäsche und die Stickoxid-Emission per SCR minimiert.
Der neuartige Zwangdurchlaufkessel mit vertikal stehenden geriffelten Rohren wurde von Foster Wheeler geliefert. Diese sind effizienter, haben aber gegenüber horizontalen eher mit Strömungsinstabilitäten zu kämpfen. Der Kessel liefert superkritischen Dampf mit 569 °C bei 265 bar.
Das Kraftwerk Longview wird mit lokaler Steinkohle von Mepco befeuert, die mit einem 7,2 km langen Gurtbandförderer zum Kohlebunker gebracht wird. 2016 wurde außerdem bis zu 20 % Erdgas, das in den USA sehr günstig ist, beigefeuert. Um auch im Winter ausreichend Gas zu haben, wurde am Kraftwerk das weltweit größte mobile LNG-System installiert.

## Umbau aufgrund von Mängeln
Nach der Fertigstellung zum Jahresende 2011 hatte das Kraftwerk vor allem aufgrund des verwendeten Kesselstahls vom Typ T23 mit großen Problemen zu kämpfen. 2013 meldete die Projektgesellschaft Gläubigerschutz nach Chapter 11 an.
2016 konnte das Kraftwerk nach dem Ersatz von bestimmten Rauchrohren durch T22 mit Inconel-Überzug, Einführung einer Verbrennungsluftmessung und eines neuen Leitsystems von Emerson Electric sowie Neubau der falsch ausgelegten Rauchgasreinigung endgültig in Betrieb genommen werden. Die zusätzlichen Maßnahmen kosteten 120 Mio. US-Dollar.